# Municipio de Washington (condado de Jewell)
El municipio de Washington (en inglés: Washington Township) es un municipio ubicado en el condado de Jewell en el estado estadounidense de Kansas. En el año 2010 tenía una población de 55 habitantes y una densidad poblacional de 0,59 personas por km².

## Geografía
El municipio de Washington se encuentra ubicado en las coordenadas 39°46′40″N 98°6′26″O / 39.77778, -98.10722. Según la Oficina del Censo de los Estados Unidos, el municipio tiene una superficie total de 92.65 km², de la cual 92,44 km² corresponden a tierra firme y (0,22 %) 0,2 km² es agua.

## Demografía
Según el censo de 2010, había 55 personas residiendo en el municipio de Washington. La densidad de población era de 0,59 hab./km². De los 55 habitantes, el municipio de Washington estaba compuesto por el 100 % blancos. Del total de la población el 0 % eran hispanos o latinos de cualquier raza.